# Papa Teodor
Ukupno su dvojica papa nosila ime Teodor:
- Teodor I. (642. – 649.)
- Teodor II. (897.)

* Teodor II., protupapa (687.)